# Bernières-sur-Mer
Bernières-sur-Mer é uma comuna francesa na região administrativa da Normandia, no departamento Calvados. Estende-se por uma área de 7,66 km². Em 2010 a comuna tinha 2 321 habitantes (densidade: 303 hab./km²).